# Жан Клеман
Жан Клеман (фр. Jean Clément; ум. 1261/1262) — маршал Франции, известный как маршал дю Ме.
Сын маршала Франции Анри I Клемана и Изабели де Немур.
Сеньор дю Ме и д’Аржантан. В знак признания заслуг его отца король Филипп II Август в 1214 году сохранил за Жаном должность маршала Франции, хотя тот был еще слишком юным.
Приступил к исполнению обязанностей в июле 1225, как об этом сообщает хартия королевского казначейства, латинский текст которой приводит отец Ансельм. В этом документе, сопровождавшем присягу королю Людовику VIII, Клеман отказывается от претензий на наследование маршальства и собственность на лошадей, относящихся к его службе.
Присутствовал на знаменитой ассамблее грандов Франции в Сен-Дени в сентябре 1235. Во вторник 19 апреля 1260, после Вербного воскресенья, утвердил завещание, составленное его женой. Эмиль Ришмон, автор «Генеалогических изысканий о сеньорах Немурских», полагает, что Жан Клеман оставался в должности маршала до 17 марта 1261. По мнению секретаря Пинара он умер к 1262 году.

## Семья
Жена: Авелина де Немур (ум. после 12.1261), дама де Бюиссон, дочь Готье II де Немура и N, тетка Готье III де Немура. Сделала несколько дарений монастырям Серкансо, Немур и Ле-Лис, а также церкви в Месе по завещанию, данному в земле Бюиссон близ Гершвиля
Дети:
- Анри II (ум. 1265), сеньор дю Ме и д’Аржантан, маршал Франции
- Альберик
- Жан, каноник в Шартре
- Филипп, каноник в Сансе
- Луи, оруженосец, согласно картуларию Барбё
- Юг, оруженосец, согласно картуларию Барбё
- Маргерит. Муж: Жан, сеньор де Ларошгийон. По случаю брака получила от отца 175 ливров ренты с превотства Аржантан, установленной в мае 1242 и утвержденной королем в марте 1243